# Yosemite Falls
Le Yosemite Falls (traducibile in italiano in Cascate di Yosemite) sono una cascata multipla ubicata nel Parco nazionale di Yosemite, California. Popolare attrazione turistica del parco, con un salto complessivo di 739 m è la cascata più alta del Nord America oltre che la quinta a livello mondiale.

## Descrizione della cascata

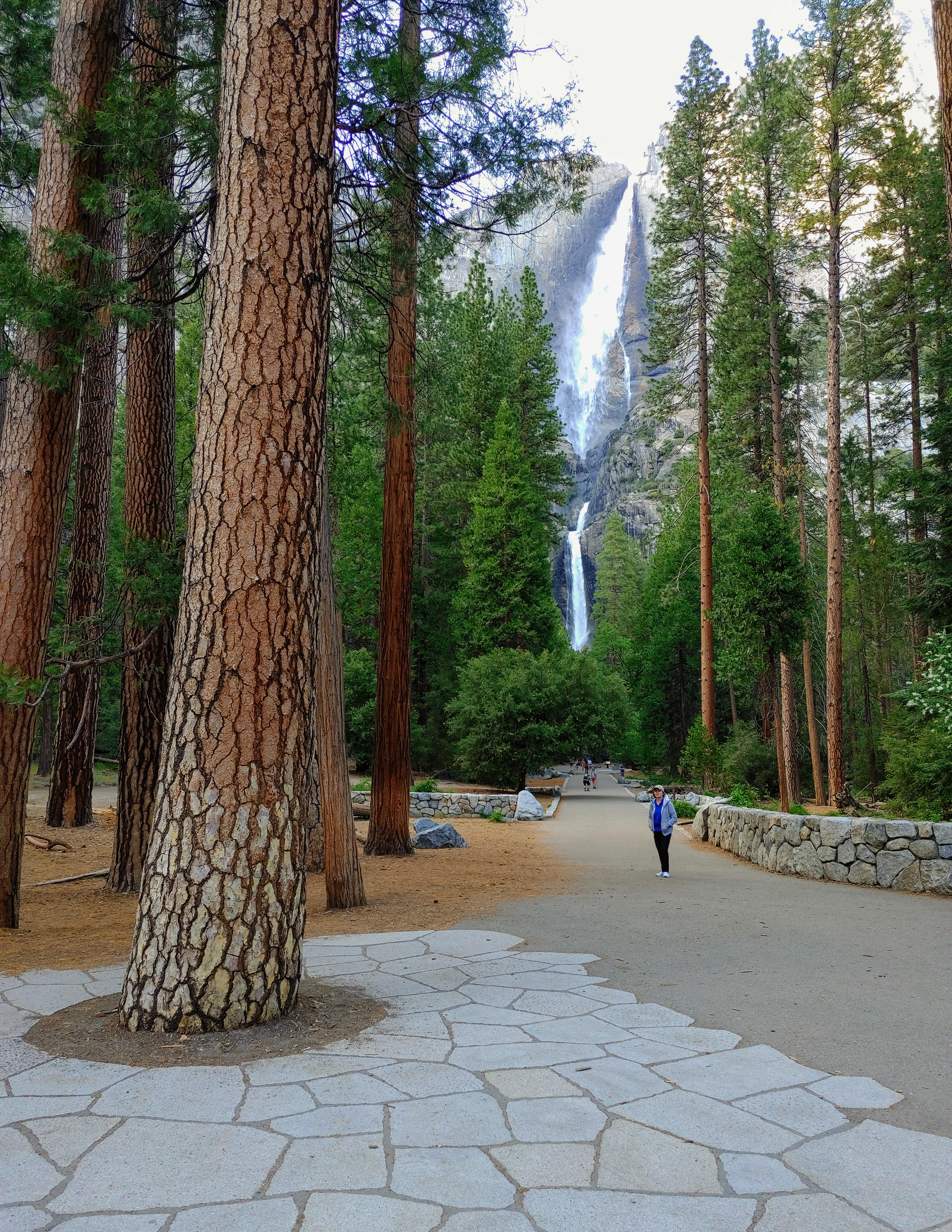
Yosemite Falls a maggio 2022. Da oltre un miglio di distanza è possibile vedere i tre salti contemporaneamente

La cascata appartiene alla tipologia a "scala" e consta di tre salti distinti: Upper Yosemite Fall, Middle Cascades e Lower Yosemite Fall.

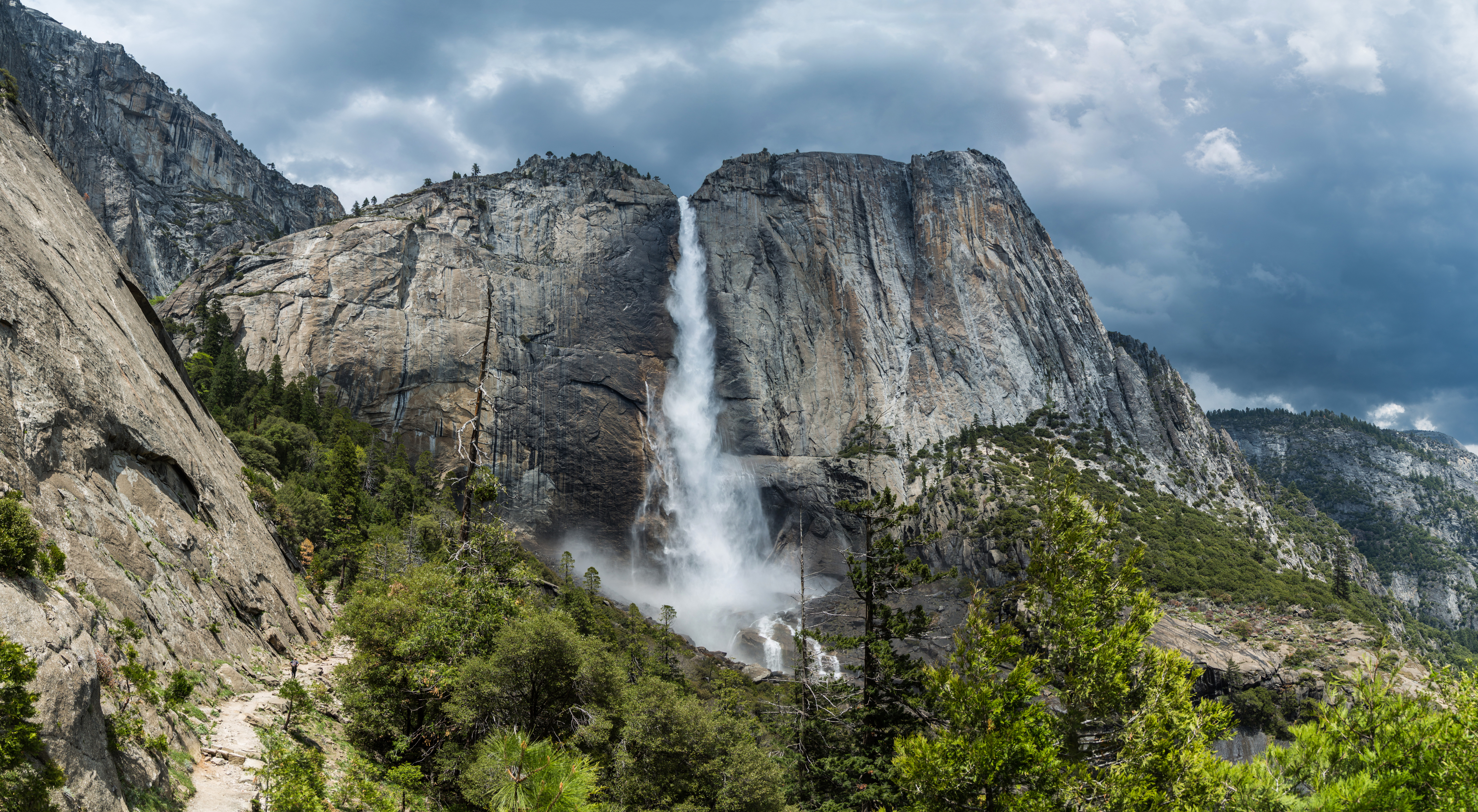
Upper Yosemite Fall vista dal sentiero che conduce in cima

### Upper Yosemite Fall
L'Upper Yosemite fall, conosciuto anche come Upper Fall è il salto collocato nella parte superiore della cascata e con un'altezza di 440 metri è il più lungo dei tre. Sono presenti diversi sentieri che permettono di accedere sia alla base che alla sommità del salto.
L'Upper Fall è alimentato dalle acque dello Yosemite Creek il quale raggiunge il salto dopo avere attraversato la prateria di Eagle Creek.

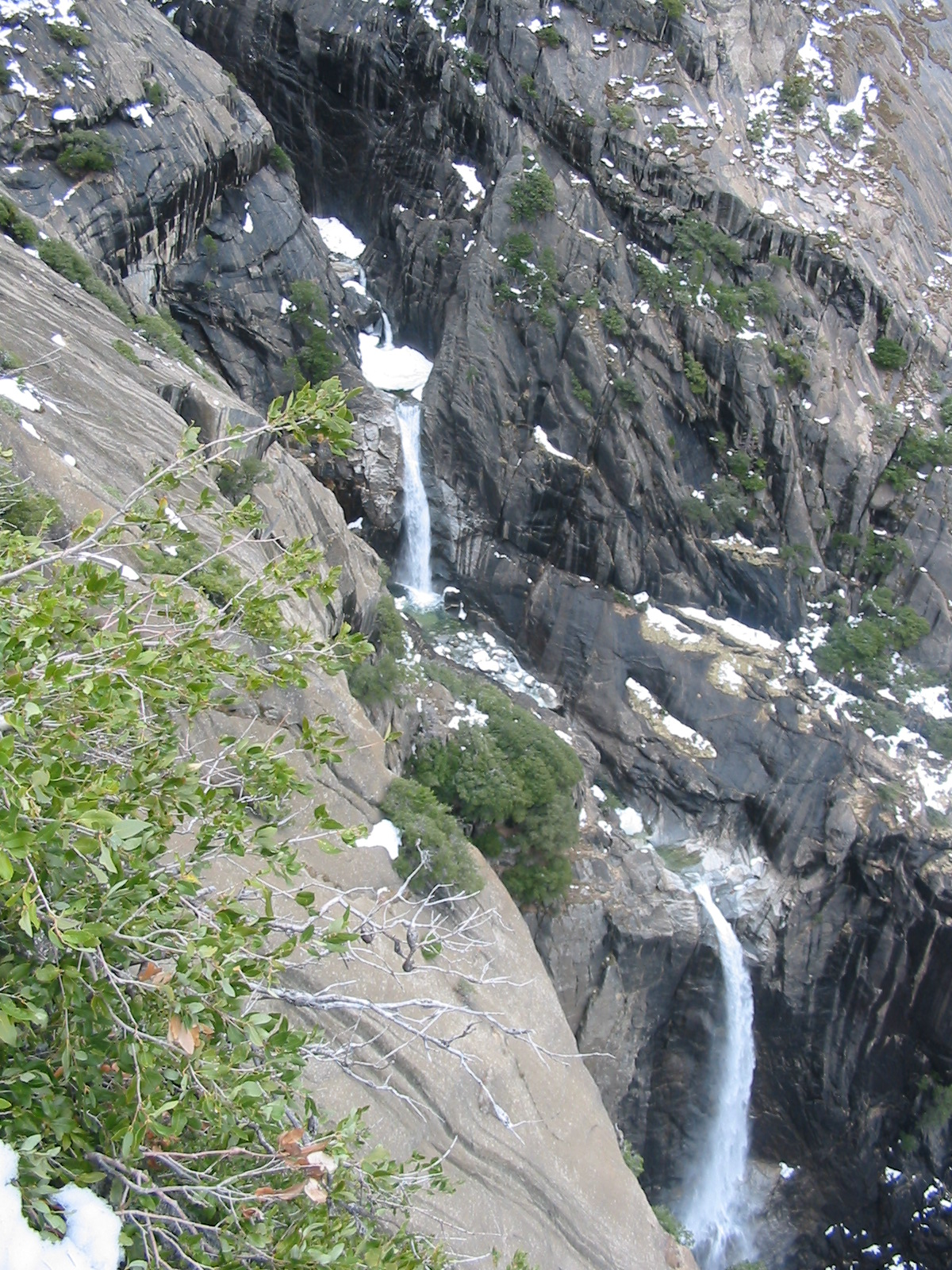
Le Middle Cascades

### Middle Cascades
A dividere i due salti principali ci sono quattro piccole cascate, convenzionalmente raggruppate in un unico collettivo denominato Middle Cascades. Insieme costituiscono un salto di  675 piedi (206 m), più del doppio rispetto a quello della Lower Yosemite Fall.
Le Middle Cascades sono strette e nascoste dalle rocce, motivo per cui risulta difficile notarle. Le rocce che dividono il sentiero da queste cascate sono impervie e scivolose: ci sono stati diversi casi in cui sono dovuti intervenire gli elicotteri per recuperare gli escursionisti che vi si erano avventurati.

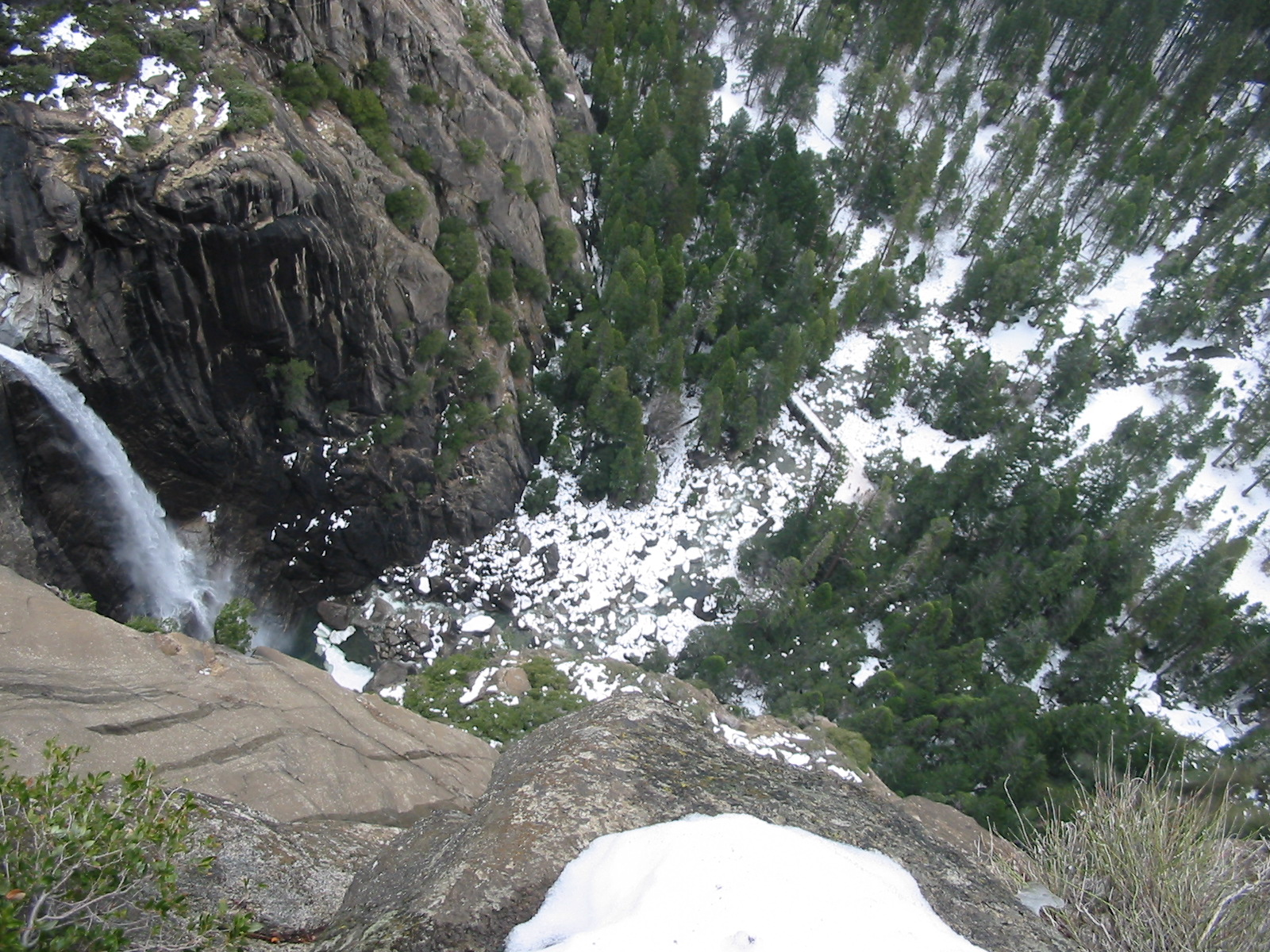
La Lower Fall vista dal sentiero

### Lower Yosemite Fall
Il Lower Yosemite Fall, conosciuto anche come Lower Fall è il salto inferiore della cascata e, con 98 metri di lunghezza, è anche il più breve. Nel contempo è il più visitato essendo comodamente accessibile dal parcheggio nel fondovalle. Le acque che derivano dalla Lower Fall confluiscono nel Merced River, il fiume principale della vallata del Parco Nazionale di Yosemite.
Il Lower Yosemite Fall è accessibile dall'area di villeggiatura denominata Yosemite Lodge.

## Portata d'acqua
La fonte idrica principale della Yosemite Falls è costituita dall'acqua di fusione delle nevi invernali mentre è minimo il contributo dell'acqua piovana di accumulo a causa della natura prevalentemente rocciosa del suolo della zona. La portata idrica della cascata è pertanto soggetta ad una forte variabilità nel corso dell'anno.
Tra il 1912 e il 1918 la USGS condusse delle misurazioni sulla portata d'acqua dello Yosemite Creek a valle della cascata. I dati rilevati furono i seguenti: il picco di portata media, pari a 8.7 m³/s, venne registrato nel periodo primaverile (aprile, maggio e giugno). La portata andava poi a diminuire nei mesi restanti dell'anno, raggiungendo un valore di 0.45 m³/s con un minimo di 0.03 m³/s ad ottobre e novembre

## La leggenda di Ahwahneechee
Il villaggio principale delle popolazione indigena della Yosemite Valley, gli Ahwahneechee, era ubicato alla base della cascata.
Gli Ahwahneechee chiamavano la cascata "Cholock" ("La cascata") e credevano che fosse abitata da spiriti di streghe denominate Poloti.

## Sentieri
La sommità delle Yosemite Falls è raggiungibile mediante diversi itinerari: il più impegnativo è lungo circa 6 miglia, mentre il più popolare è lungo circa 3.5 miglia e parte dal ponte a fianco della Lower Fall. Esiste un sentiero alternativo, denominato Yosemite Creek Trail che partendo dalla California State Route 120 permette di raggiungere la cima della cascata seguendo il corso dello Yosemite Creek.